# جيليان هاميلتون
جيليان هاميلتون هي متسابقة بياثل كندية، ولدت في 29 أغسطس 1969 في بلفاست في المملكة المتحدة.

## وصلات خارجية
- جيليان هاميلتون على موقع IBU (الإنجليزية)
- جيليان هاميلتون على موقع أوليمبيديا (الإنجليزية)